# Zophodia stigmaferella
Zophodia stigmaferella is een vlinder uit de familie van de snuitmotten (Pyralidae). De wetenschappelijke naam van de soort is voor het eerst geldig gepubliceerd in 1922 door Harrison G. Dyar Jr.
De soort komt voor in Zuid-Amerika (Argentinië). De larven voeden zich met cactussen (Cereus validus).